# Arabella protomutans
Arabella protomutans är en ringmaskart som beskrevs av Orensanz 1990. Arabella protomutans ingår i släktet Arabella och familjen Oenonidae. Inga underarter finns listade i Catalogue of Life.